# Lorenzo Bertini
Lorenzo Bertini (født 1. juni 1976 i Pontedera) er en italiensk tidligere roer og tredobbelt verdensmester.
Bertinis første store internationale resultat kom, da han var med til at vinde VM-bronze i letvægtsotter i 1995. Året efter var han med i letvægtsdobbeltfireren, der blev verdensmestre, en titel de også tog i 1998, mens de i 1999 vandt VM-bronze. Han kom med i letvægtsfireren fra 2001 i en periode, hvor den danske "Guldfirer" dominerede klassen, og da italienerne vandt VM-sølv i 2002, var det netop efter danskerne, og året efter vandt italienerne VM-bronze, hvor danskerne igen vandt konkurrencen.
Bertini deltog sammen med Catello Amarante, Salvatore Amitrano og Bruno Mascarenhas (der også havde været med i årene forinden) i letvægtsfireren ved OL 2004 i Athen. Italienerne blev nummer to i deres indledende heat (efter Danmark) og vandt derpå deres semifinale. I finalen var Danmark endnu engang hurtigst, mens Australien blev nummer to og italienerne nummer tre.
Bertini var fortsat med i fireren i 2005, hvor italienerne vandt VM-bronze, og i 2007 var han skiftet til letvægtssinglesculler og vandt VM-sølv i denne disciplin. I 2008 vandt han EM-sølv i letvægtsdobbeltsculler. Han var med i letvægtsdobbeltfireren, der blev verdensmestre i 2009, og i dobbeltsculleren, der vandt EM-sølv samme år. I samme disciplin vandt han VM-sølv og EM-guld i 2010 og EM-guld i 2011, inden han indstillede karrieren i 2012.
Hans søster, Lisa Bertini, er også tidligere roer og OL-deltager.

## OL-medaljer
- 2004:  Bronze i letvægtsfirer